# Murr (Fluss)
Die Murr ist ein über 51 km langer, rechter und östlicher Zufluss des Neckars in Baden-Württemberg. Sie fließt überwiegend in westlicher Richtung durch den Rems-Murr-Kreis, den sie entwässert und für dessen nördliche Hälfte ihr Tal die wichtigste Verkehrsachse ist, und den Landkreis Ludwigsburg, sie zieht dabei durch die Landschaften des Murrhardter Waldes und der Backnanger Bucht sowie durch einen weiteren, westlich davor liegenden Teil des Neckarbeckens.

## Name
Der Name Murr ist keltischen Ursprungs, bedeutet in etwa „modriger Fluss“ und ist also durch das trübe Wasser des Flusses motiviert. Er ist bereits in der Bezeichnung der römerzeitlichen Ansiedlung vicus murrensis belegt, die ein bei Benningen oder bei Murrhardt gelegenes Lagerdorf war.
Der mittelalterliche fränkische Murrgau wie der heutige Rems-Murr-Kreis sind nach dem Fluss benannt. Daneben tritt Murr in den Benennungen einiger Orte am Lauf auf, etwa in Gestalt des hinteren Namenszusatzes „an der Murr“.

## Geographie

### Quelle

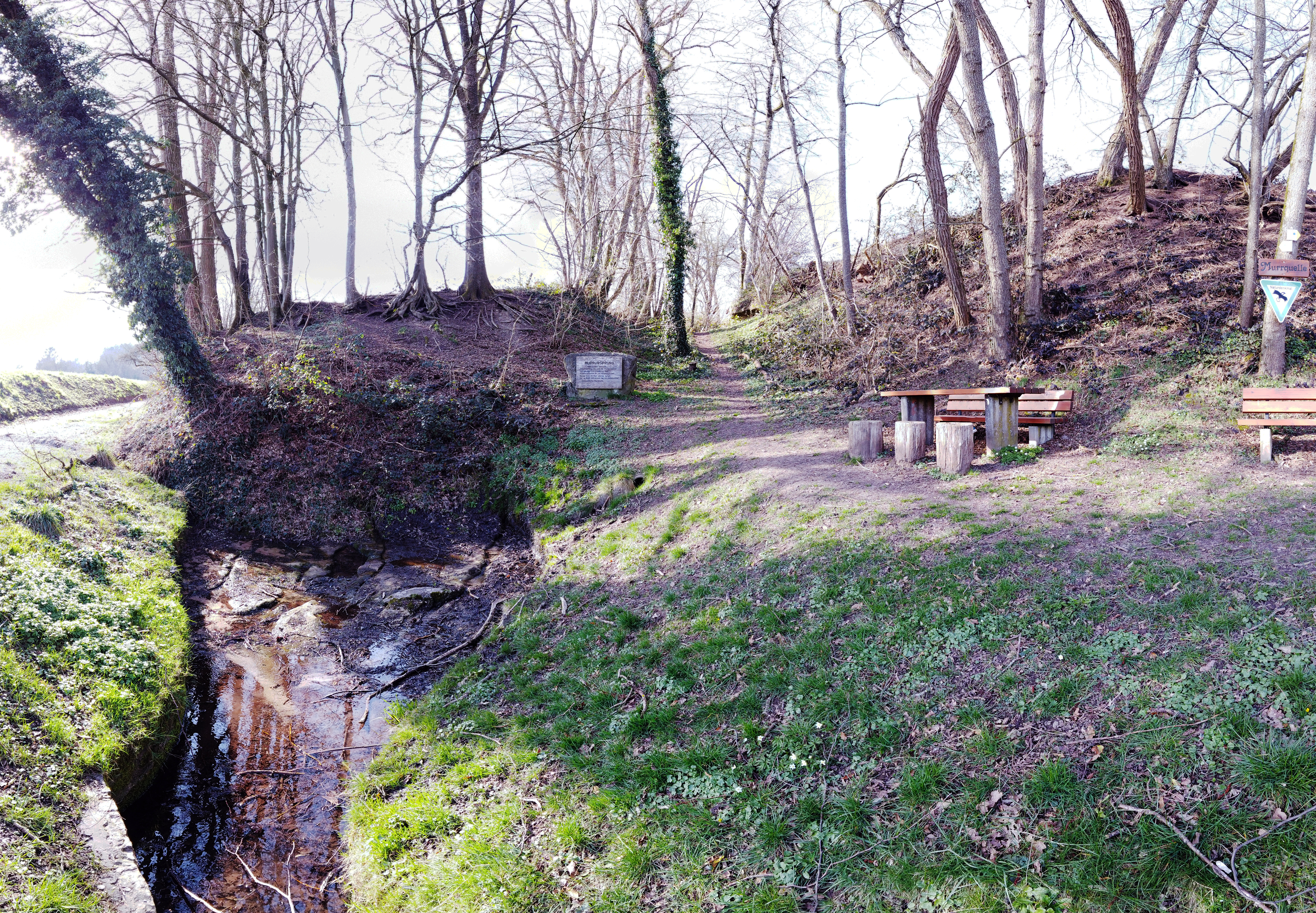
Murrursprung bei Vorderwestermurr

Das Quellgebiet der Murr liegt 3 km südlich der Stadt Murrhardt auf den Höhen des Murrhardter Waldes. Am südlichen Ortsrand des Weilers Vorderwestermurr weist ein Schild einen gefassten Quelltopf als „Murrursprung“ aus. Wegen seines Wasserreichtums und seiner Beständigkeit lagerten in der Umgebung der Quelle bereits zur Steinzeit Menschen an Rastplätzen und Feuerstellen.
Nach der Gewässerkarte des zuständigen Landesamtes liegt die oberste Quelle der Murr selbst dagegen am Südostabhang des bewaldeten Hoblersbergs nach Vorderwestermurr herab auf etwa 505 m ü. NHN. Einige andere Quellen im Flusssystem liegen nochmals deutlich höher.

### Verlauf

#### Von der Quelle bis zur Westkehre am Fornsbach-Zufluss
Im obersten Lauf zieht die Murr nach Nordosten. Von ihrer Quelle an, die noch im Stubensandstein liegt, gräbt sie sich durch die darunterliegenden Schichten des Keupers eine tiefe Waldklinge, in der die Vorderwestermurrer Mühle die einzige Ansiedlung ist, bei welcher sie nach mehreren kleinen Wasserfällen in schneller Folge die geologischen Schichten bis zu den Unteren Bunten Mergeln durchlaufen hat. Weiter abwärts in ihrem Steiltal tritt sie in einer Talspinne beim Klettenhöfle in die Flur ein. Sie zieht an den fast ebenso kleinen Ansiedlungen Klingen und Hammerschmiede vorbei, wo sie den Gipskeuper und kurz darauf den Lettenkeuper erreicht.
Hier weitet sich ihr Tal stark aus, und sie geht in der breiten Talebene der „Fornsbacher Talspinne“ in eine enge Kehre von fast 150° nach links, in deren Verlauf sie – die Westermurr, also westliche Murr – nacheinander erst den rechten Otterbach – auch Mettelbach genannt, also den mittleren Bach – aus dem Süden, dann bei der Eisenschmiedmühle den rechten Fornsbach – vorderen Bach – aus dem Osten aufnimmt, denen beiden kurz zuvor größere Bäche aus noch anderen Richtungen zugeflossen sind.

#### Vom Fornsbach bis zur „Spiegelberger“ Lauter
Danach ist sie auf Westkurs, der Richtung des zufließenden Fornsbachs, dessen Länge hier die ihre übertrifft. Ihr breiter Talgrund unterhalb der auf mittlerer Höhe weiterhin waldbestandenen Hänge bietet nun Platz für bedeutendere Verkehrswege. Begleitet von der L 1066 und der Bahnstrecke Waiblingen–Schwäbisch Hall-Hessental, zieht sie vorbei an der Wahlenmühle, Hausen und der Lutzensägmühle, um nach Passieren der Alm-Siedlung auf ihrer Rechten, wo ehedem der Limes ihr Tal querte, schließlich in die Kernstadt Murrhardts einzufließen; die Stadt ist die größte Siedlung an ihrem Oberlauf. Am Westrand von deren Altstadt mündet hier der Dentelbach aus Richtung Norden, weiter talabwärts der Hörschbach von Süden, an ihrem Siedlungsrand und kurz vor der westlichen Stadtgebietsgrenze der Harbach durch den Weiler Harbach wieder von Norden.
Im Gebiet der angrenzenden Gemeinde Sulzbach biegt ihr Lauf leicht nach Nordnordwesten, sie fließt an Schleißweiler rechts vorbei, wo von links der Eschelbach mündet, und an Bartenbach links, durch das sie der Haselbach wiederum aus dem Norden erreicht.

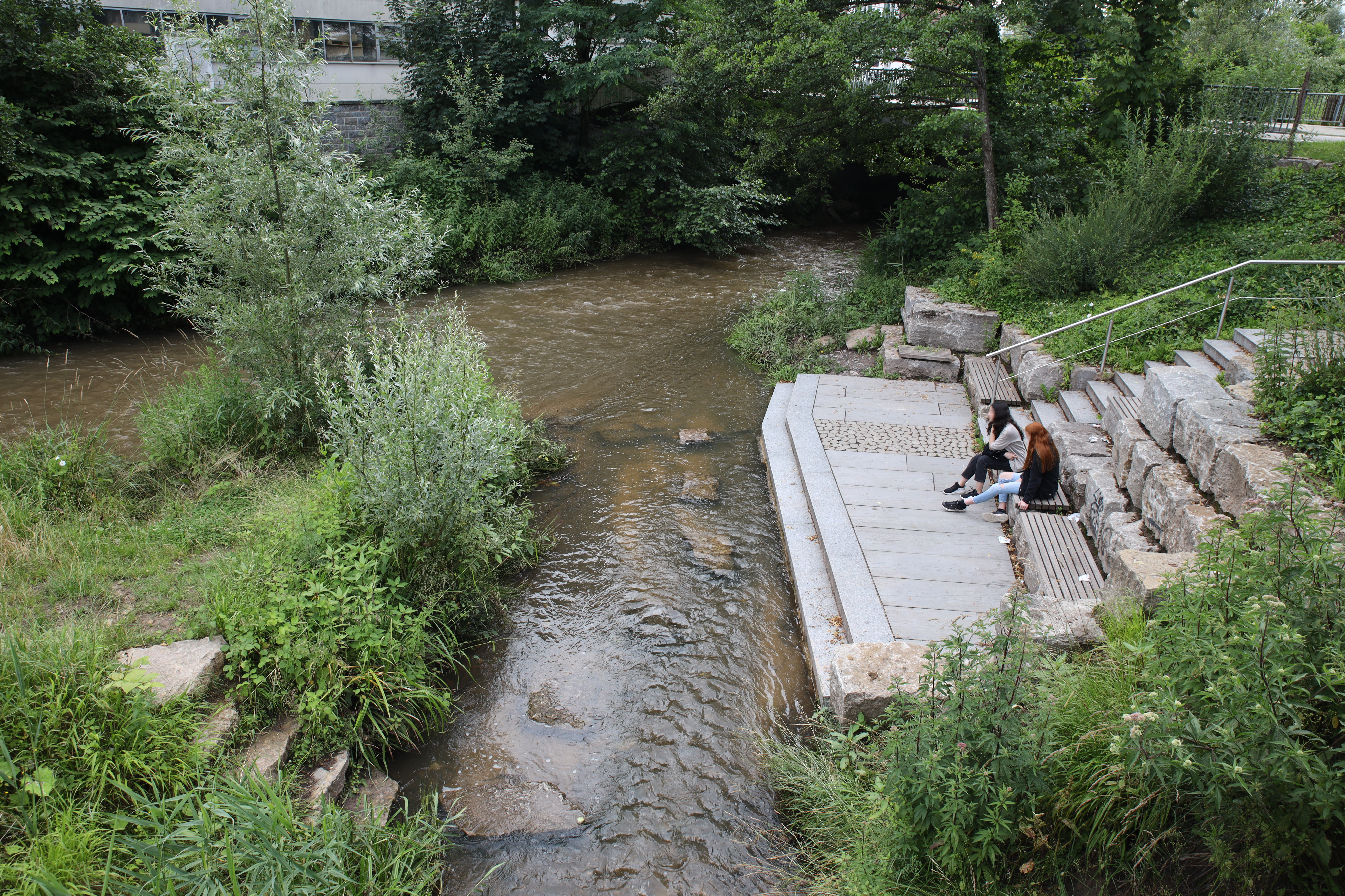
Mündung des Fischbachs in die Murr

Danach krümmt sich das Tal wieder langsam nach Süden, die Murr erreicht dabei in Sulzbach selbst ihren nördlichsten Punkt, nahe welchem der Fischbach mündet, auch er ein südlich laufender Zufluss. Hier steigt auch aus Richtung Mainhardt die B 14 ins Tal und setzt die L 1066 als große Talstraße fort. Gerade eben schon wieder außerhalb des Dorfes mündet aus Nordnordwesten auf 260,5 m ü. NHN die („Spiegelberger“) Lauter, in deren Tal hinauf die L 1066 von der B 14 abbiegt, danach tritt die Murr aufs Gebiet von Oppenweiler über.

#### Von der Lauter bis zum Eintritt in die Backnanger Bucht

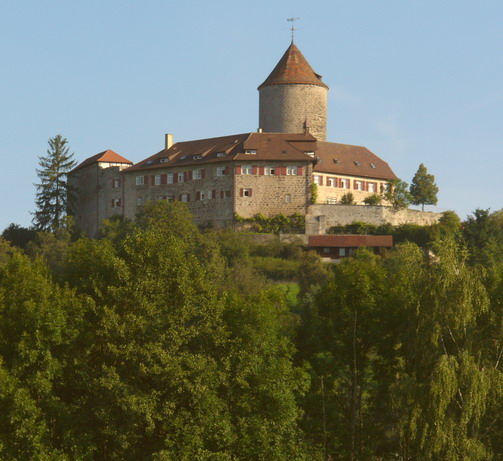
Burg Reichenberg rechts über dem Murrtal

Auf Oppenweiler Flur zieht die Murr linksseitig an dessen Weiler Ellenweiler vorbei und, inzwischen ungefähr auf Südwestkurs, am Ortsteil Reichenberg, über dem die Burg Reichenberg steht. Jenseits des Flusses liegt der Weiler Reichenbach an der Murr am linken Hangfuß. Nach dem Dorf mündet von rechts der Tierbach. Zwischen Reichenberg und dem Hauptort Oppenweiler zieht sich am rechten Flussufer ein Industriegebiet entlang, bis von rechts am Rand von dessen Wohnbebauung der Rohrbach ebenfalls zur Murr strebt; ein kurzer rechter Ast von ihm speist den Schlossteich rings um das Wasserschloss Oppenweiler dicht am rechten Flussufer; etwas abwärts gegenüber liegt der Weiler Aichelbach der Gemeinde. In Oppenweiler steigt die B 14 nun aus dem Murrtal heraus und wendet sich von ihm ab; in ihm läuft die Kreisstraße K 1897 und die Bahnstrecke Schwäbisch Hall-Hessental–Waiblingen weiter. Der folgende Weiler Zell liegt an beiden Ufern, danach tritt die Murr ins Backnanger Stadtgebiet über.
Hier verengt sich die Talmulde wieder, mit heftig schlängelnden Auenmäandern endet sie ihren Südkurs zwischen kurzzeitig wieder nahe ans Ufer heranreichenden Waldzungen und kehrt sich nach Westsüdwesten, aus dem zuvor von ihr zerteilten Bergland des Schwäbisch-Fränkischen Walds heraus in die Backnanger Stufenrandbucht des Neckarbeckens. Ihr Bett liegt nun im härteren Gestein des Muschelkalks.

#### In der Backnanger Bucht bis zum Buchenbach-Zufluss
Noch vor ihrem Eintritt in den Siedlungsbereich Backnangs mündet von links die Weißach in sie, die mit ihren Nebenflüssen aus dem Murrhardter Wald im Osten und aus den Berglen im Süden die Keuperberge weit ausgeräumt hat. Im Gebiet der Stadt vollführt der Fluss, der sich bei deren Verlassen etwa 70 m gegenüber den seitlichen Höhen eingetieft haben wird, drei heftige Talschlingen; in der ersten, nördlichen, liegt auf dem umflossenen Bergsporn die Altstadt Backnangs. Während die Bahnstrecke Backnang–Ludwigsburg („Kleine Murrbahn“) ihm danach auf dem linken Hang bis Erdmannhausen weiter folgt, verlässt am westlichen Siedlungsrand der Stadt die Strecke nach Waiblingen das Tal nach Süden. Die B 14 quert es hier auf dem Murrtalviadukt, um sich dann in derselben Großrichtung zu entfernen, neben ihrer Trasse mündet von rechts unterhalb der Brücke der Krähenbach, anderthalb Kilometer weiter talab an der Grenze zur Gemeinde Burgstetten der Maubach auf 229,3 m ü. NHN von rechts, ab hier fließt die Murr in weiterhin gewundenem Tal nach Westen. Unterhalb der gleich anschließenden Kläranlage Backnangs erreicht aus dem Norden kommend der Klöpferbach auf 226,1 m ü. NHN die Murr, danach fließt sie in Burgstettener Gebiet ein. Hier naht bald im Gleichlauf zum vorigen der Wüstenbach, der auf 220,9 m ü. NHN mündet, und im tiefen Tal zeigen sich jetzt wieder die ersten Auenmäander, in die der Fluss sich bis zur Mündung immer wieder legt. Wieder einmal ins seit Backnang unbesiedelte Tal reicht nach dem kleinen südlichen Seitentaleinschnitt des Söllbachs der Ortsteil Burgstall. Gleich darauf naht auf der Gemeindegrenze zu Affalterbach der Buchenbach (Mündung auf 212,2 m ü. NHN), der weit im Südosten in den Berglen entspringt.

#### Vom Buchenbach bis zur Mündung

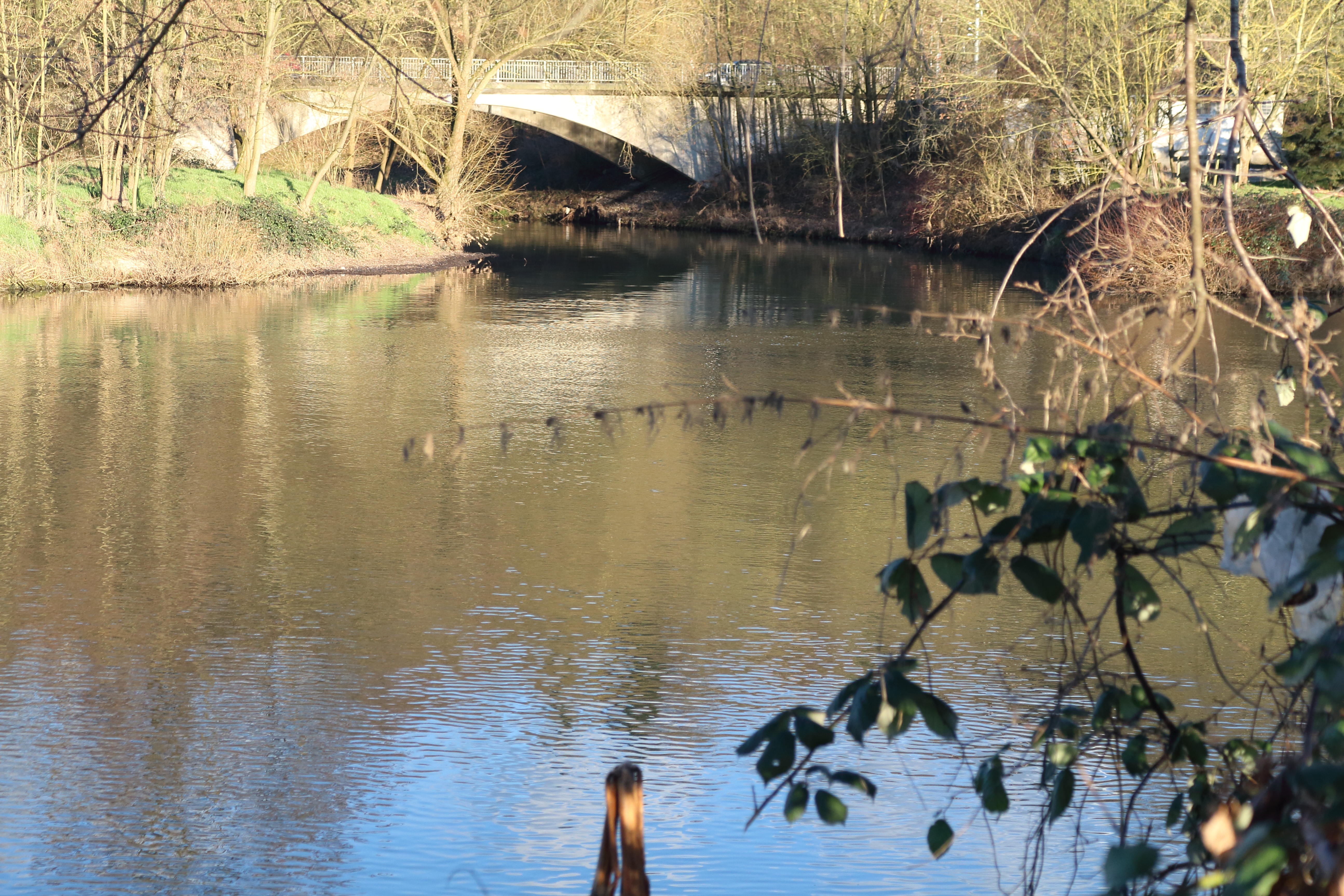
Einmündung der Murr (von hinten) in den Neckar (von rechts nach links).

Nach einem kurzen Stück, auf dem Affalterbach linker Anrainer ist, kehrt sich der Fluss nach Nordwesten aufs Gebiet von Kirchberg an der Murr, das bis auf ein Mühlenanwesen und einige neuere Gewerbebauten im Tal auf dem rechten Hang liegt. Nach diesem mündet von rechts der im Unterlauf unbeständige Eichbach durch eine lange Klinge sowie der kurze Weidenbach. Beim Kirchberger Weiler Rundsmühlhof auf dem Talgrund verlässt der Fluss den Rems-Murr-Kreis, und kurzzeitig stoßen das Gebiet von Rielingshausen (Stadtteil und Exklave Marbachs) rechts und Erdmannhausen links ans Ufer, über die sogenannte Schweißbrücke quert hier mit der L 1124 Großaspach–Marbach die erste von zwei Landesstraßen am tief eingeschnittenen Unterlauf den Fluss, dessen Tal daraufhin in eine weite Nordschlinge und aufs Gebiet von Steinheim an der Murr eintritt. Hier erreichen ihn gleich von rechts der Sulzbach und wiederum durch eine längere Klinge der Otterbach, woraufhin Steinheim vom Hang herab bis ans rechte Ufer reicht. Durch diese Kleinstadt fließt am nördlichsten Punkt des Unterlaufs auf etwas unter 195,1 m ü. NHN von rechts die Bottwar zu, die weit im Norden in den Löwensteiner Bergen entspringt. Im zurück nach Süden laufenden Teil der Schlinge durchquert die Murr die Gemarkung der Gemeinde Murr. Das Dorf liegt am rechten Hang und wird von der südlich laufenden L 1100 umschlungen, die den Fluss am Ost- und Südrand des Gemeindegebiets über Brücken quert und ihm dann links noch ein kurzes Stück folgt. Ihren letzten Kilometer läuft die Murr auf dem Grund der Stadt Marbach am Neckar nach Süden und mündet dann, nach einer letzten Querung durch die L 1011, auf 190,2 m ü. NHN und nach einem Lauf von fast 52 km Länge von rechts in den Neckar.

### Einzugsgebiet

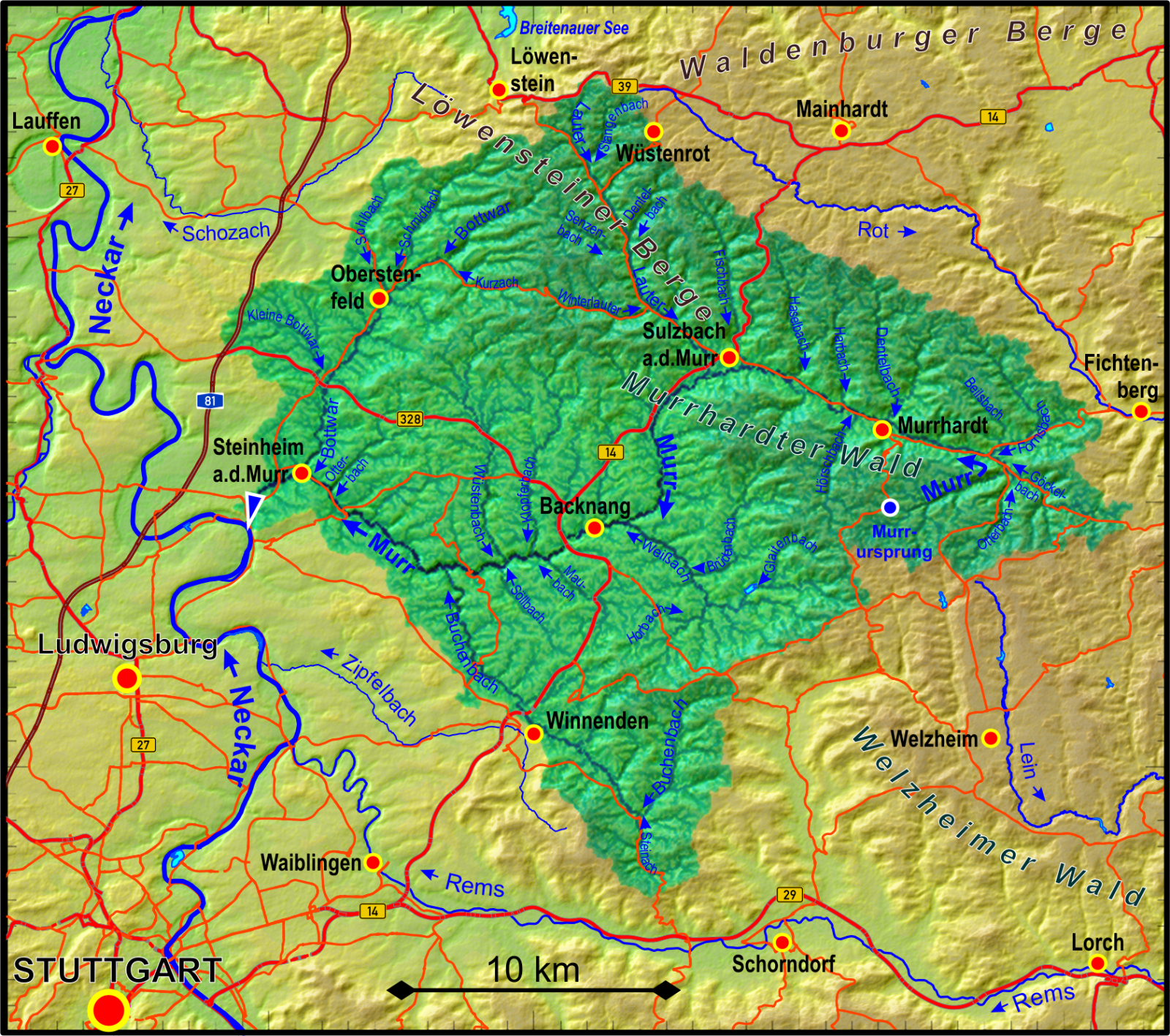
Einzugsgebiet der Murr

Das Einzugsgebiet der Murr umfasst etwas über 500 Quadratkilometer, womit die Murr auf Platz 7 unter den Nebenflüssen des Neckars rangiert. Das Einzugsgebiet besteht im Wesentlichen aus vier Landschaftsteilen: dem Murrhardter Wald nördlich und südlich von Murrhardt, der Backnanger Bucht, den Berglen sowie der Südhälfte der Löwensteiner Berge bis zu einer Linie, die grob durch die Orte Großerlach, Löwenstein-Hirrweiler und Beilstein bestimmt ist.
Am „Pegel Oppenweiler/Murr“ hinter der Rüflensmühle von Oppenweiler fließen in der Murr im Mittel 2,5 m³/s ab aus einem Einzugsgebiet von bis dahin 180 km², am „Pegel Murr/Murr“ beim Gewerbegebiet Zinsser der Gemeinde Murr sind es 6 m³/s aus inzwischen 505 km².
Um das Einzugsgebiet der Murr herum entwässern alle Nachbarflüsse ebenfalls zum Neckar, darunter die Schozach und Sulm im Nordwesten, der Kocher im Osten sowie die Rems und der Zipfelbach im Süden.

### Zuflüsse
Längster Zufluss der Murr ist mit 25 km der Buchenbach, der zwischen Burgstetten und Kirchberg mündet und der Murr den Abfluss der Berglen zuführt. Gemessen am Einzugsgebiet ist die Bottwar bei Steinheim mit 76 km² der größte und mit einem Lauf von 18 km der zweitlängste Zufluss. Andere Nebenflüsse mit einer Länge von zehn oder mehr Kilometern sind die „Spiegelberger“ Lauter (15,2 km), der Wüstenbach (12,9 km) und der Klöpferbach (10,2 km), die allesamt aus den Löwensteiner Bergen zur Murr stoßen, sowie die Weißach (12 km), die von zahlreichen Wasserläufen im Osten der Backnanger Bucht gespeist wird. Aus dem stark zergliederten Murrhardter Wald fließen der Murr zahlreiche kleinere Bäche zu, von denen der Hörschbach wegen seiner Naturschönheiten der bekannteste sein dürfte.
Liste der Zuflüsse und  Seen von der Quelle zur Mündung. Gewässerlängen in der Regel nach LUBW-FG10 (Datensatzeinträge), Einzugsgebiete entsprechend nach LUBW-GEZG, Seeflächen nach LUBW-SG10, Höhenangaben nach dem Höhenlinienbild auf dem Geodatenviewer. Andere Quellen für die Angaben sind vermerkt.

#### Tabelle der großen Zuflüsse
Tabelle der nach Länge oder Einzugsgebiet 20 größten direkten Zuflüsse. Zum Vergleich auch die entsprechenden Angaben zur Murr selbst.
| Name                 | GKZ       | Seite  | Stat. km | Länge km | EZG km² | Mündung Ort                                           | m ü. NHN | Ursprung Ort                                                  | m ü. NHN | Bemerkung                                                               |
| -------------------- | --------- | ------ | -------- | -------- | ------- | ----------------------------------------------------- | -------- | ------------------------------------------------------------- | -------- | ----------------------------------------------------------------------- |
| Otterbach            | 23838-118 | rechts | 44,4     | 05,7     | 014,8   | ⊙ zwischen Murrhardt-Göckelhof und -Eisenschmiedmühle | 314      | ⊙ Behwald bei Kaisersbach-Weidenhof                           | 512      | hat an der Mündung etwas mehr an Einzugsgebiet als die Murr bis dorthin |
| Fornsbach            | 23838-120 | rechts | 43,6     | 08,3     | 017,4   | ⊙ bei Murrhardt-Eisenschmiedmühle                     | 307      | ⊙ bei Oberrot-Wolfenbrück                                     | 475      |                                                                         |
| Trauzenbach          | 23838-140 | rechts | 39,3     | 08,0     | 016,7   | ⊙ in Murrhardt                                        | 286      | ⊙ bei Großerlach-Grab                                         | 530      | Unterlaufname Dentelbach                                                |
| Hörschbach           | 23838-154 | links  | 37,9     | 05,5     | 008,8   | ⊙ in Murrhardt                                        | 282      | ⊙ bei Althütte-Sechselberg                                    | 483      | mit linkem Oberlauf Mähderbach                                          |
| Harbach              | 23838-156 | rechts | 37,1     | 06,4     | 006,8   | ⊙ bei Murrhardt-Harbach                               | 278      | ⊙ an der Hohen Brach bei Großerlach-Hohenbrach                | 540      |                                                                         |
| Eschelbach           | 23838-158 | links  | 35,9     | 04,0     | 004,8   | ⊙ in Sulzbach an der Murr-Schleißweiler               | 275      | ⊙ am Zollstock bei Sulzbach an der Murr-Eschelhof             | 530      |                                                                         |
| Haselbach            | 23838-160 | rechts | 34,9     | 06,7     | 008,7   | ⊙ nach Sulzbach an der Murr-Bartenbach                | 269      | ⊙ an Kuppe Altwald bei Großerlach-Erlach                      | 525      |                                                                         |
| Fischbach            | 23838-180 | rechts | 32,8     | 08,3     | 014,3   | ⊙ in Sulzbach an der Murr                             | 263      | ⊙ an Kuppe Greut östlich Spiegelberg-Vorderbüchelberg         | 540      | mit rechtem Oberlauf Schlatbach                                         |
| Spiegelberger Lauter | 23838-200 | rechts | 31,9     | 15,5     | 050,5   | ⊙ nach Sulzbach an der Murr                           | 261      | ⊙ am Horkenberg bei Löwenstein-Hirrweiler                     | 485      |                                                                         |
| Rohrbach             | 23838-340 | rechts | 29,1     | 04,2     | 004,6   | ⊙ in Oppenweiler                                      | 255      | ⊙ Gewann Katzenbach bei Oppenweiler-Rohrbach                  | 412      |                                                                         |
| Weißach              | 23838-400 | links  | 23,3     | 12,3     | 052,5   | ⊙ Gewerbepark vor Backnang                            | 244      | ⊙ am Hohenstein bei Althütte-Sechselberg                      | 525      |                                                                         |
| Eckertsbach          | 23838-520 | rechts | 22,0     | 06,2     | 006,3   | ⊙ in Backnang                                         | 242      | ⊙ Pfaffenklinge bei Backnang-Strümpfelbach                    | 350      |                                                                         |
| Krähenbach           | 23838-540 | rechts | 19,8     | 05,0     | 005,1   | ⊙ am Westrand von Backnang                            | 234      | ⊙ Erlenhau bei Aspach-Rietenau                                | 314      |                                                                         |
| Maubach              | 23838-552 | links  | 18,3     | 05,6     | 010,5   | ⊙ vor Backnang-Neuschöntal                            | 229      | ⊙ bei Backnang-Waldrems                                       | 305      |                                                                         |
| Klöpferbach          | 23838-560 | rechts | 17,4     | 10,3     | 017,0   | ⊙ nach Backnang-Neuschöntal                           | 226      | ⊙ Mönchsgarten nordnordöstlich von Aspach-Rietenau            | 457      | mit linkem Oberlauf Heiligentalbach                                     |
| Wüstenbach           | 23838-580 | rechts | 15,8     | 13,1     | 022,8   | ⊙ gegenüber Burgstetten-Erbstetten                    | 221      | ⊙ an der Amalienhöhe von Aspach-Kleinaspach                   | 470      | mit rechtem Oberlauf Rohrbach                                           |
| Buchenbach           | 23838-600 | links  | 12,7     | 24,0     | 061,8   | ⊙ nach Burgstetten-Burgstall an der Murr              | 212      | ⊙ bei Rudersberg-Königsbronnhof                               | 425      |                                                                         |
| Eichbach             | 23838-720 | rechts | 08,9     | 04,1     | 004,1   | ⊙ nach Kirchberg an der Murr                          | 204      | ⊙ am Bülzberg im Hardtwald                                    | 315      |                                                                         |
| Otterbach            | 23838-740 | rechts | 04,8     | 06,6     | 008,9   | ⊙ vor Steinheim an der Murr                           | 198      | ⊙ nahe einer Forsthütte im Ochsenhau                          | 354      | mit rechtem Oberlauf Rohrbach                                           |
| Bottwar              | 23838-800 | rechts | 03,0     | 18,3     | 079,5   | ⊙ in Steinheim an der Murr                            | 194      | ⊙ nahe Beilstein-Stocksberg (Exklave)                         | 480      | mit Oberlauf Auklingenbach                                              |
| Murr                 | 23838-000 | n. a.  | 0,0      | 51,8     | 506,3   | ⊙ unterhalb von Marbach am Neckar                     | 190      | ⊙ Südosthang des Hoblersbergs über Murrhardt-Vorderwestermurr | 500      | zum Murrursprung siehe → Oberste Quelle                                 |

## Geschichte

### Flussgeschichte
Noch im mittleren Miozän, d. h. vor 16 Millionen Jahren, war der Oberlauf der Murr Teil des danubischen Fluss-Systems, das gemäß der Schrägstellung der Schichtstufen nach Südosten floss. Die Wässer liefen entgegen der heutigen Fließrichtung als Verlängerung der Lauter nach Osten über die so genannte „Schanz“, heute ein kleiner Pass zwischen Fornsbach und Fichtenberg, zum Ur-Kocher und dann über die Kocher-Brenz-Furche, wo sie beim heutigen Gundelfingen auf die Donau trafen. Nur der Unterlauf floss zu dieser Zeit bereits zum Neckar; die Wasserscheide lag etwa beim heutigen Oppenweiler.
Durch die stärkere Erosionskraft der rheinischen Nebenflüsse, angetrieben durch deren stärkeres Gefälle, kam es schließlich zur Anzapfung und Umkehrung der Ur-Murr durch den Neckar. Im Laufe der Zeit wurden die Jura-Schichten, auf denen das Fluss-System ursprünglich angelegt war, abgetragen und die Täler in den Keuper bzw. Muschelkalk „durchgepaust“.
Hinweise auf die einstmals umgekehrte Fließrichtung sind noch heute der auffällige Knick der Murr an der Fornsbacher Talspinne, die Orientierung nahezu aller Oberläufe der Zuflüsse in östliche Richtungen und deren stumpfe Mündungswinkel zur Murr. Dass diese selbst in den Neckar gegen dessen Fließrichtung einmündet, rührt davon her, dass sie in diesem Abschnitt eine alte Flussschlinge von ihm benutzt.

### Zivilisationsgeschichte
In der Antike gehörte das Gebiet an der Murr zeitweise zum römischen Reich, das es von der ansässigen keltischen Bevölkerung erobert hatte. Nachdem sich die Römer um 85 n. Chr. bis zum Neckar vorgeschoben und gegenüber der Murrmündung das Kastell Benningen errichtet hatten, verlegten sie die Grenze und Kastellbesatzung um 150 n. Chr. ins Gebiet des heutigen Murrhardt vor. Im südöstlichen Teil der heutigen Altstadt stand damals ein Kastell und der Obergermanisch-Raetische Limes querte in Höhe der nahen Alm-Siedlung die obere Murr wie auch noch einmal westlich des Sauerhöfles die oberste Murr vor der großen Oberlaufkehre. Die Bewohner des Lagerdorfs beim Kastell werden in erhaltenen Inschriften als vicani Murrenses („Vicusbewohner von der Murr“) bezeichnet, ein Beleg für die althergebrachte Flussbezeichnung. Eine Römerstraße verband die Kastelle von Murrhardt und Benningen, die sich aber nur in dessen oberem und mittlerem Teil konsequent an das Murrtal hielt; im Westen verlief ihre Trasse dagegen etwas nördlich der späteren Salzstraße und heutigen Landes- bzw. Kreisstraße, die von Oppenweiler über Großaspach nach Rielingshausen führt.
Die Römer wurden durch die alemannische Landnahme im 3. Jahrhundert vertrieben. Nach Unterwerfung der Alemannen durch die Franken am Ende des 5. Jahrhunderts rückte die Grenze zwischen den beiden Stämmen in die Gegend der Murr. Der Name der „Schweißbrücke“ zwischen Rielingshausen und Erdmannhausen ist im 14. Jahrhundert als swabesprugge, d. h. „Schwabenbrücke“ überliefert, was darauf hindeutet, dass die Murr im Unterlauf Grenzfluss gewesen sein könnte. Nach dem Fluss war der fränkische Murrgau benannt.
Wirtschaftliche Bedeutung hatte die Flößerei auf der Murr, die 1469 erstmals erwähnt wird. Dazu war die Murr auf einer Länge von insgesamt 48 km hergerichtet, und auch die Nebenflüsse im Murrhardter Wald wurden dazu nutzbar gemacht. Die Flößerei-Rechte lagen bei den Herzögen von Württemberg, die verschiedene Untertanen damit beliehen, bis die Stadt Marbach sie Mitte des 16. Jahrhunderts kaufte. Anfang des 18. Jahrhunderts spielte das Holz von der Murr eine große Rolle beim Bau der neuen Stadt Ludwigsburg. Im 19. Jahrhundert verdrängte die Eisenbahn die Flößerei, die 1872 eingestellt wurde. Relikte der Flößerei, die zahlreiche Stauwerke brauchte, sind noch immer an der Murr und ihren Nebenflüssen zu finden, so liegt bei Unterneustetten am Göckelbach ein ehemaliger Treibsee, und an zahlreichen anderen Stellen sind durchstochene Dämme ehemaliger Seen zu erkennen.
Nachdem die erste Phase des Eisenbahnbaus in Württemberg den Schwäbisch-Fränkischen Wald komplett umgangen hatte, fand das Murrtal Anfang der 1870er Jahre das Interesse der Eisenbahnplaner. Mit der Murrbahn wurde 1880 eine Verbindung geschaffen, die den Orten des Murrtals den Weg ins Industriezeitalter ebnete. Während der Hauptzweig der Murrbahn zwischen Fornsbach und Backnang am Fluss entlang verlief, erschloss eine auch Kleine Murrbahn genannte Nebenstrecke den unteren Talabschnitt nach Marbach. 1894 wurde mit der Bottwarbahn noch zusätzlich der Abschnitt Marbach–Steinheim dem Bahnverkehr zugänglich gemacht; diese Strecke wurde jedoch mittlerweile stillgelegt. In Höhe der Ortschaft Murr wird der Fluss noch von einer ehemaligen Eisenbahnbrücke gequert.

## Heutige Nutzung

### Verkehr
Die Murr ist nicht schiffbar.
Das obere Murrtal ist das größte Tal des Schwäbisch-Fränkischen Walds. Zusammen mit dem Nebental, in dem Fornsbach und Mahdbach laufen, sowie dem unteren Tal der Rot, von dem diese nur durch den an der Basis weniger als 1,5 km breiten Bergsattel der Fichtenberger Schanz getrennt sind, und dem Tal des Kochers ist es eine natürliche Verkehrsachse, die den Großraum Stuttgart mit der Hohenloher Ebene und weiter mit den Großräumen Nürnberg im Nordosten und Würzburg im Norden verbindet. Die Trasse hat jedoch Nachteile, weil die Täler stark verwunden sind und tiefe Täler die Hohenloher Ebene zerschneiden. Die Autobahnen A 6 und A 81 umgehen deshalb den Schwäbisch-Fränkischen Wald im Norden und im Westen, und auch die InterCity-Züge der Relation Stuttgart–Nürnberg meiden die Strecke Waiblingen–Schwäbisch Hall und durchlaufen stattdessen das Rems- und das Jagsttal. Das Murrtal ist daher nur regional für den Verkehr wichtig und auch das nur in einigen seiner fünf unterscheidbaren Abschnitte.
- Von der Quelle bis Fornsbach ist das Tal sehr dünn besiedelt und nur teilweise durch eine Kreisstraße erschlossen.
- Von Fornsbach bis Sulzbach laufen die Landesstraße 1066 wie die Bahnstrecke Schwäbisch Hall-Hessental–Waiblingen im Tal, die es über die Fornsbacher Schanz und in einem Tunnel darunter aus dem Rottal erreichen.
- Am meisten Verkehr hat das Tal zwischen Sulzbach und Backnang, hier begleitet die Bahn wie auch die Bundesstraße 14 den Fluss; die letztgenannte verlässt bereits nach Oppenweiler das Tal, um die zahlreichen Fluss-Schleifen und den Siedlungsbereich Backnangs zu umgehen. Am Westrand von Backnang überspannt das 28 m hohe und 403 m lange Murrtalviadukt der B 14 Tal und Fluss,[17] das im Zuge des Ausbaus der Bundesstraße von 2009 bis 2011 durch einen Neubau ersetzt wurde.
- Zwischen Backnang und Erdmannhausen gibt es im hier stark eingeschnittenen und nur abschnittsweise von Kreisstraßen durchzogenen Tal wenig Verkehr; vor Burgstetten ist es sogar völlig weglos. Die Kleine Murrbahn begleitet das Tal zumeist etwas erhöht auf den Südhängen. Die größte Straßenverbindung am Ende dieses Abschnitts, die alte Salzstraße, heute L 1124, läuft von Oppenweiler her auf den profilärmeren Höhen weit nördlich des Tals und quert es auf der Schweißbrücke zwischen Rielingshausen und Erdmannhausen.
- Ab der Schweißbrücke belebt sich der Verkehr durch die dort beginnende L 1126, ab Steinheim verstärkt ihn der Zulauf aus dem Bottwartal nochmals. Ab hier folgt die L 1100 dem Fluss bis zur Mündung.

### Ausbauzustand
Die Murr ist von der Einmündung der Lauter bei Sulzbach bis zur Mündung in den Neckar als Gewässer erster Ordnung eingestuft. Nach dem Wassergesetz für Baden-Württemberg ist das Flussbett deshalb öffentliches Eigentum des Landes und das Land für die Unterhaltung des Gewässers zuständig. Der Oberlauf und die Zuflüsse sind Gewässer zweiter Ordnung, also im Eigentum der Gemeinden, die auch die Unterhaltslast tragen.

Die Anrainer-Gemeinden der Murr litten in den Wintermonaten und während der Schneeschmelze schon immer unter Hochwasser. In der Oberamtsbeschreibung von 1871 heißt es: 

„Die 10-110’ breite Murr ist sehr wasserreich und schwillt, da sie aus einer bergigen, waldreichen Gegend kommt und von allen Seiten Zuflüsse erhält, öfters sehr schnell an, nicht selten die ganze Thalebene überschwemmend und erhebliche Verwüstungen anrichtend.“

 Wie die Pegeldaten in Oppenweiler und Murr zeigen, fließt bei einer 10-jährlichen Überschwemmung 40-mal so viel Wasser ab wie im Durchschnitt. Am Ende des 19. Jahrhunderts begann man in Backnang, das besonders von Hochwassern betroffen war, mit Flusskorrekturen, die sich bis in die 1950er Jahre hinzogen. Seitdem fallen dort die Folgen der Hochwasser erheblich glimpflicher aus. In den stärker besiedelten Lagen am Oberlauf zwischen Fornsbach und Oppenweiler schützte man sich ebenfalls durch Begradigungen und andere Maßnahmen gegen Hochwasser.
Deshalb ist heute der Flusslauf auf weiten Strecken nicht mehr naturbelassen. Eine landesweite Untersuchung im Jahre 2004 ordnete die Gewässerstrukturgüte auf dem gesamten Abschnitt von Murrhardt bis Oppenweiler sowie im Stadtbereich von Backnang in die Klasse V („sehr stark bis vollständig verändert“) ein. Die unbesiedelten Abschnitte von der Quelle bis Fornsbach sowie einige nicht besiedelte Talabschnitte unterhalb von Backnang fallen dagegen in die Klassen I und II („unverändert“ bis „mäßig verändert“).
Im oberen Murrtal konstituierten die Kommunen Backnang, Murrhardt, Oppenweiler und Sulzbach im Jahr 2008 den Wasserverband Murrtal, dem nun der Hochwasserschutz übertragen ist. Der Verband soll fünf Hochwasser-Rückhaltebecken errichten und unterhalten, davon das größte nördlich von Oppenweiler. Es wird seit 2023 gebaut.
Der Ort Schleißweiler soll demnächst durch kostspielige bauliche Veränderung gegen Hochwasserschäden geschützt werden, indem das Bett des hier der Murr zufließenden Eschelbachs verbreitert und vertieft wird.

### Naturschutz
Die Murr verläuft von der Quelle bis zum Stadtrand von Backnang im Naturpark Schwäbisch-Fränkischer Wald. Eine Reihe von Landschaftsschutzgebieten erfasst den gesamten Oberlauf (mit Ausnahme kleinerer Siedlungsflächen) von der Quelle bis zur Fornsbacher Talspinne. In ähnlicher Weise ist auch der Unterlauf vom Zufluss des Maubachs unterhalb von Backnang bis zur Mündung unter Landschaftsschutz gestellt. Als flächenhafte Naturdenkmale gelten mehrere Prallhänge im Stadtgebiet von Backnang.
Unter besonderem Schutz steht mit dem Naturschutzgebiet Gaab ein 13 ha großes Gebiet am Rande der Fornsbacher Talspinne. Hier wurde 1989 ein Hangwald mit angrenzenden Flächen wegen seiner Bedeutung als Rückzugs-, Nahrungs- und Brutraum einer vom Aussterben bedrohten Vogelart (Graureiher) unter Schutz gestellt.
Durch die Industrialisierung hatte die Murr in der Vergangenheit schwer unter Verschmutzungen zu leiden, 1970 musste sie sogar als totes Gewässer bezeichnet werden. Seither hat sich die Wasserqualität durch den Bau von Kläranlagen und allgemein verbesserten Umweltschutz sehr verbessert. Im Gewässerbericht 2004 ist der gesamte Flusslauf nur noch als „mäßig belastet“ (Güteklasse II) eingestuft, oberhalb von Murrhardt-Hausen als „gering belastet“ (Güteklasse I–II). Die Zuflüsse teilen diese Einstufungen weitgehend. Lediglich der Oberlauf des Fischbachs ist als „unbelastet bis sehr gering belastet“ (Güteklasse I) eingestuft, während die größeren Zuflüsse Weißach, Klöpferbach und Buchenbach ganz oder teilweise als „kritisch belastet“ (Güteklasse II–III) gelten.

### Freizeit
Im oberen Murrtal zwischen Fornsbach und Backnang ist ein durchgehend asphaltierter Radweg ausgewiesen, der großenteils auf ruhigen Wirtschaftswegen verläuft und daher bei Radfahrern und auch Inline-Skatern recht beliebt ist. Auch als Zufahrt in die Waldgebiete des Schwäbisch-Fränkischen Walds wird der Radweg benutzt. Zwischen Backnang und Steinheim wurde eine solche Strecke bislang nicht eingerichtet, zumal es auf dem Talabschnitt Backnang–Burgstetten teilweise gar keine Wege im Tal gibt.
Die „Murr-Regatta“ ist ein Spaß-Rennen, das mit Selbstbau-Booten auf der Murr ausgetragen wird. Zwischen dem Start bei Oppenweiler-Zell und dem Ziel am Jugendzentrum in Backnang müssen die Teilnehmer einige Schwierigkeiten überwinden. Spektakuläre Höhepunkte und dementsprechend Zuschauermagnete sind die Staustufen, die selten ein Teilnehmer trocken übersteht. Seit 1985 wird die Regatta im Frühsommer von der Aktion Jugendzentrum Backnang e. V. veranstaltet, meist ein oder zwei Wochen nach dem Backnanger Straßenfest. 1997 erhielt diese Aktion einen Eintrag ins Guinness-Buch der Rekorde für die größte Spaßbootregatta der Welt.